# Bantu Homelands Development Corporations Act
Der Bantu Homelands Development Corporations Act (Act No. 86 / 1965), deutsch etwa Gesetz für die Entwicklungsgesellschaften der Bantu-Homelands, war ein südafrikanisches Gesetz der Apartheidpolitik, das der damaligen Regierung ermöglichte, in den Homelands staatliche Institutionen zur Förderung der wirtschaftlichen Entwicklung zu gründen. Die Zuständigkeit lag in der Verantwortung des Ministers für Bantu Administration and Development.

## Zweck
Jede dieser Gesellschaften wurde durch ein Direktorium geleitet, dessen Mitglieder der Minister ernannte. Die Zuständigkeit der Entwicklungsgesellschaften erstreckte sich nach den offiziellen Vorgaben auf die Planung und Förderung ökonomischer Entwicklungen sowie der allgemeinen Wohlfahrt und dem Fortschritt in den Homelands und ihrer Bevölkerung.
Die Entwicklungsgesellschaften besaßen auch Befugnisse für solche Siedlungsgebiete, die von Homelandarealen umgeben und diesem administrativ zugeordnet sind, jedoch nicht für solche, die für Erwerbsaktivitäten oder den Besitz von Nicht-Afrikanern vorgesehen waren.
Nach Angaben des Ministers für Bantu Administration and Development in der zweiten Parlamentsdebatte zu diesem Gesetz sollten die Direktorien mit weißen Vertretern besetzt werden. Für die Development Corporations war kein eigenes Profitziel vorgegeben, sie waren jedoch ermächtigt, Kapital von Weißen zu leihen. Ihre Aktienanteile sollen ausschließlich dem South African Bantu Trust übertragen werden. Vorgesehen war auch die Zuständigkeit für Ausschreibungen und die Anstellung von Projektmanagern.

## Gründungen in den Homelands
- Xhosa Development Corporation (XDC), 1968 gegründet. Sie diente der Projektentwicklung in den Homelands  Transkei und Ciskei.[1]
Im Jahre 1976 wurde auf Grundlage der Proclamation R50 und Government Notice 212 die Transkei Development Corporation errichtet, mit der die Vermögenswerte und die Aufgaben der XDC für das Territorium der Transkei übernommen wurden.[2]
- Bophuthatswana National Development Corporation, gegründet 1975

- KwaZulu Development Corporation (KDC), gegründet durch die Proclamation R73 of 1978

1984 erfolgte Umbenennung in KwaZulu Finance and Investment Corporation Limited, kurz KFC (KwaZulu Corporations Act (Act No. 14 of 1984 of KwaZulu)).
1999 erneut umbenannt in Ithala Development Finance Corporation Limited (KwaZulu-Natal Ithala Development Finance Corporation Act (Act No. 2 / 1999) vom 2. März 1999)
- Qwaqwa Development Corporation
- Lebowa Development Corporation
- KaNgwane Economic Development Corporation

## Weblink
- Nelson Mandela Foundation: 1965. Bantu Homelands Development Corporations Act. auf www.nelsonmandela.org (englisch)